# Vijftigers
De Vijftigers waren een literaire beweging in Nederland en België. Aan het eind van de jaren 1940 liet een nieuwe groep jonge dichters van zich horen.

## Achtergrond
De Vijftigers verzetten zich tegen de kunstopvattingen van hun voorgangers. Er is een lyriek die wij afschaffen, zoals ze dat stelden. Het gaat hier om de dichters Lucebert, Hugo Claus en Gerrit Kouwenaar, Remco Campert en Jan Elburg. Zij waren wat eerder betrokken geraakt bij een groep jonge Deense, Belgische en Nederlandse kunstenaars, die zich Cobra noemde, Copenhagen, Brussel, Amsterdam. Volgens deze Cobra-kunstenaars – onder hen Karel Appel, Corneille en Constant – kon echte vitale kunst alleen gemaakt worden door werkelijk vrije mensen. Alles wat die vrijheid in de weg stond, moest worden bestreden. Esthetische conventies waren bij uitstek zaken die vrijheidsbelemmerend werkten en daarom moest de kunst weer rechtstreeks kunnen ontstaan vanuit haar oerbronnen: spontaniteit en directheid waren belangrijk. Voorbeelden van onmiddellijke expressie, niet gehinderd door allerlei esthetische lagen eroverheen, vonden zij vooral in kindertekeningen en in Afrikaanse volkskunst. Hun atonale poëzie kan worden gezien als een tegenreactie op de veel zakelijkere poésie parlante uit de jaren 1930.
De dichters van de Beweging van Vijftig zochten heel sterk de uitdrukking van de totale mens, dus zowel gevoel als verstand. Ze gingen daarom in tegen de ratio die de werkelijkheid opdeelt in categorieën, die verdeelt en scheidt. Zij zoeken het – misschien om die reden – in hun kunst vaak in lichamelijke beelden, eten, spijsvertering. Als alternatief voor het verstand zijn voor hen de zintuigen. Op zich ageren ze niet tegen het weten, maar streven wel naar een andere soort weten, waarbij ervaring centraal staat: Denken met tong en handen zoals Jan G. Elburg het verwoordde.
Tegelijk hadden zij een afkeer van wat zij gekunsteld noemden. Zij voelden zich aangetrokken tot het spontane zoals dat ook in het surrealisme bestaat. Die drang tot onbelemmerde uiting, vrij van allerlei beperkingen van vorm, leidde er bij hen toe dat zij heel veel typische vormaspecten loslaten. Zij gebruiken, net als de expressionisten, bijna geen rijm (althans geen eindrijm), geen regelmatige versvormen en ook laten zij vaak interpunctie (punten, komma's en andere leestekens) en hoofdletters achterwege in hun gedichten. Vaak weet je niet waar de ene zin ophoudt en de volgende begint. Zo worden zinnen vaak voor meerdere uitleg vatbaar. Hiermee wilden zij de invloed van het logisch denken verkleinen. Deze vorm van dichten werd ook wel experimenteel, experimentele poëzie of vrije poëzie genoemd en de Vijftigers staan daarom ook bekend als de Experimentelen.
De Vijftigers ondernamen soms ook dadaïstische activiteiten. Zo kleedde Lucebert zich als een keizer, toen hij in 1954 de poëzieprijs van de gemeente Amsterdam in ontvangst ging nemen.

## Ontvangst
De Vijftigers-poëzie viel niet bij iedereen in even goede aarde, omdat men het vaak als pure wartaal zag. Het gedicht Oote van Jan Hanlo werd door de Eerste Kamer als infantiel gebazel en decadent bestempeld. Bertus Aafjes schreef in Elseviers Weekblad een artikel getiteld SS de poëzie binnen gemarcheerd? Sterk vergelijkbaar hiermee had Nederlands volksschrijver Gerard Kornelis van het Reve (Gerard Reve) al zijn duit in het zakje gedaan door het woordkakkerij te noemen.

## Leden
Tot de beweging van Vijftig worden gerekend:

### Poëzie
- Lucebert
- Hugo Claus
- Gerrit Kouwenaar
- Hans Andreus
- Remco Campert
- Jan Elburg
- Rudy Kousbroek
- Hans Lodeizen
- Sybren Polet
- Paul Rodenko
- Koos Schuur
- Bert Schierbeek
- Simon Vinkenoog
- Paul Snoek
- Jan Hanlo

De poëzie van Leo Vroman vormt een overgang tussen de oudere, zakelijke poëzie en de experimentele poëzie.

### Proza
- Hugo Claus
- Sybren Polet
- Louis Paul Boon
- Remco Campert

## Secundaire literatuur
- Gerrit Borgers [e.a.] (red.), de beweging van vijftig. Inl.: Simon Vinkenoog. Schrijversprentenboek 10. NLMD/Bezige, Den Haag/Amsterdam, 1965.
- Hugo Brems, Lichamelijkheid in de experimentele poëzie. Bijdrage tot de karakterisering en de literair-historische situering van de moderne Nederlandse poëzie 1950-1960, Hasselt, 1976.
- R.L.K. Fokkema, Het komplot der Vijftigers. Een literair-historische documentaire, Amsterdam, 1979.
- Willemijn Stokvis, Cobra. Geschiedenis, voorspel en betekenis van een beweging in de kunst van na de tweede wereldoorlog, Amsterdam, 1974.
- Jan G. Elburg, Geen letterheren, Meulenhoff, Amsterdam, 1987
- Hans Keller, Hotel Atonaal. Verslag van een romance. Bezige Bij, Amsterdam 1994.
- Erna Staal & Murk Salverda (red.), 1954. Een literaire doorsnee. Schrijversprentenboek 36. NLMD/Querido, Den Haag/Amsterdam 1994.
- Dautzenberg, J.A., Literatuur, geschiedenis en leesdossier, Den Bosch, 1999.
- vijf 5tigers vijftig jaar; een bloemlezing uit het werk van Remco Campert, Jan Elburg, Gerrit Kouwenaar, Lucebert, Bert Schierbeek, 4de dr., met een inleiding van Gerrit Kouwenaar en een nawoord van Hans Renders. De Bezige Bij, Amsterdam 2000.
- Hans Renders, Braak, een kleine revolutie tussen Cobra en Atonaal. De Bezige Bij, Amsterdam 2000.
- Bormans Peter, "Ik hoop dat ik stoor" De Poëzie van Jan G. Elburg (1919-1992). Studies op het gebied van de moderne Nederlandse literatuur nr. 7, Koninklijke Academie voor Nederlandse Taal- en Letterkunde, ISBN 9789072474575